# Finnlandschweden

Lage der finnischen ein- und zweisprachigen Gemeinden (2016).

Die inoffizielle Flagge der Finnlandschweden ist wenig bekannt und wird selten verwendet.

Als Finnlandschweden bezeichnet man die Angehörigen der schwedischsprachigen Bevölkerungsminderheit in Finnland. Die von ihnen gesprochene Sprachform wird Finnlandschwedisch genannt. Das Schwedische ist eine von Finnlands zwei Nationalsprachen und offiziell mit dem Finnischen gleichgestellt. Die Finnlandschweden sind eine nationale Minderheit in Finnland und bewohnen hauptsächlich neben den Ålandinseln den Küstenstreifen entlang des Österbottens sowie die Südküste, einschließlich der schwedischen Sprachinseln in einigen finnischsprachigen Städten. Die Minderheit der Finnlandschweden umfasst etwa eine Viertelmillion Menschen oder zwischen 5 und 6 Prozent der finnischen Bevölkerung. Der Anteil der Schwedischsprechenden in Finnland ist schon seit Jahrhunderten rückläufig.

## Name
„Finnlandschweden“ (schwedisch: finlandssvenskar), im Singular „Finnlandschwede“ oder „Finnlandschwedin“ (finlandssvensk(a)), ist eine späte Bezeichnung für die schwedischsprachige Bevölkerung Finnlands. Im Schwedischen bezieht sich die Bezeichnung finne, finnar („Finne(n)“) nur auf die finnischsprachigen Bürger Finnlands, während finländare („Finnländer“) im weiteren Sinne ein Sammelbegriff für die Bürger Finnlands ist, egal welcher Sprachgruppe sie angehören (z. B. finnisch, schwedisch, samisch oder romani). Im engeren Sinne werden als finnländare jedoch vor allem die Finnlandschweden des finnischen Festlandes bezeichnet – im Gegensatz zu den Åländern, d. h. den auf den Ålandinseln lebenden Finnlandschweden.
Die Entsprechung von schwedisch finländare war auch im Deutschen gebräuchlich, z. B. die 1907 benannte Finnländische Straße in Berlin und die kurz nach 1914 als Vorläufer der Finnischen Botschaft in Berlin gegründete Finnländische Kanzlei bzw. später das Finnländische Büro. Aber anders als im Schwedischen bezeichnet das deutsche Wort Finnländer laut Duden heute spezifisch die Finnlandschweden.

## Herkunft und Geschichte
Die schwedischsprachige Minderheit entstammt der ab dem 12. Jahrhundert bis 1809 dauernden Zugehörigkeit Finnlands zu Schweden. Sie entstand einerseits durch Zuzug aus dem schwedischen Mutterland und später auch aus Mitteleuropa – die meisten mitteleuropäischen Einwanderer übernahmen bevorzugt die schwedische und nicht die finnische Sprache, siehe in jüngerer Zeit z. B. Carl Ludwig Engel, Georg Franz Heinrich Stockmann und Karl Fazer –, andererseits durch Assimilation vor allem der gehobenen finnischen Bevölkerungsschichten. Der Wechsel vom Finnischen zum Schwedischen war attraktiv, weil bis ins 19. Jahrhundert Schwedisch (neben Latein) die einzige Kultur- und Verwaltungssprache und die Sprache der Oberschicht des Landes war, während das Finnische praktisch nur im Alltagsleben der bäuerlichen Bevölkerung Verwendung fand. Im Mittelalter betrug der Anteil der Finnlandschweden unter der Bevölkerung des heutigen Finnland geschätzt 25 %, allerdings ist er seit Jahrhunderten rückläufig. Die Finnlandschweden umfassen heute rund 290.000 Personen und damit 5,3 % der Gesamtbevölkerung Finnlands (Stand: 2015).

## Siedlungsgebiete
Der Großteil der Finnlandschweden lebt in drei räumlich getrennten Bereichen: Im Süden ist die Küste von Nyland (finnisch Uusimaa) zwischen Pyttis (Pyhtää) und Hangö (Hanko) zu einem großen Teil schwedischsprachig. Ebenfalls zum finnlandschwedischen Siedlungsgebiet gehört der als Åboland (Turunmaa) bezeichnete Südteil des Schärenmeers vor der Küste von Egentliga Finland (Varsinais-Suomi) im Südwesten des Landes. Dazu kommt an der Westküste ein Küstenstreifen in der Landschaft Österbotten (Pohjanmaa), der von Kristinestad (Kristiinankaupunki) bis Karleby (Kokkola) reicht. Auch in den 1940 infolge des Winterkrieges abgetretenen östlichen Gebieten siedelten Finnlandschweden; so waren 1939 von den 74.495 Einwohnern in der Provinz Wiborg 4.541 schwedischsprachig.
Die autonome Provinz Åland, deren Bewohnern eine Sonderstellung zukommt, wird oft nicht mehr zum Siedlungsgebiet der Finnlandschweden im eigentlichen Sinne gezählt.

## Sprache
Die schwedische Sprachvariante, die seit Beginn des 20. Jahrhunderts gesprochen wird, bezeichnet man allgemein als Finnlandschwedisch. Diese Sprachvariante wird auch als finnlandschwedische Standardsprache (finlandssvenska riksspråket) bezeichnet. Daneben existieren auf dem Land aber noch sehr viele schwedische Dialekte, vor allem im Österbotten und auf den vorgelagerten Inseln (skärgården), in Südwestfinnland und in Nyland. Diese Dialekte gehören zum Ostschwedischen. In Finnland haben sich die archaischen Dialekte oft besser erhalten als in Schweden, da sie zur finnlandschwedischen Identitätsfindung innerhalb der anderssprachigen Umwelt beitrugen.

### Sprachsituation
Es gibt unterschiedliche Erhebungen darüber, wie viele Finnlandschweden von Finnland nach Schweden ausgewandert sind. Eine Quelle besagt, dass zwischen 1945 und 1976 etwa 400.000 finnische Staatsbürger nach Schweden emigrierten und davon etwa 200.000 permanent dort blieben. Aus den Migrationsströmen berechnete man, dass darunter ein Drittel Finnlandschweden waren.
Eric De Geer von der Universität Uppsala erhob 2004 eine gründliche Statistik über Finnischsprachige in Schweden. Er fand dabei heraus, dass etwa 20 Prozent (circa 60.000 Personen) der Einwanderer von der finnlandschwedischen Sprachgruppe in Finnland waren. Selbst in Schweden betrachten sich diese Einwanderer als Finnlandschweden oder sogar als Schwedenfinnlandschweden (schwedisch: sverigefinlandssvenskar) und haben in Bergslagens Gruben- und Stahlgemeinden und in anderen Orten Schwedens, wo sie sich in größerem Ausmaß niederließen, finnlandschwedische Vereinigungen gegründet, wie es die finnischsprachigen Einwanderer taten. Des Weiteren war die Anzahl der Finnlandschweden, die in die USA und nach Kanada auswanderten, sehr hoch. Man schätzt in der Zeit zwischen 1871 und 1929 etwa 73.000 Personen.
Die zwei Begriffe „Minderheit“ und „Sprache“ wurden erst 1912 von Rolf Pipping geprägt; davor sprach man gewöhnlich von „Amerikaschweden“ (schwedisch: amerikasvenskar).
Im Jahr 2006 gab es ungefähr 291.000 Menschen in Finnland, die Schwedisch als Muttersprache sprachen; davon lebten 25.000 auf Åland und 266.000 im übrigen Finnland. Zusammengenommen haben ungefähr 5,4 Prozent der Gesamtbevölkerung Schwedisch als Muttersprache (5 Prozent, wenn man Åland ausnimmt). Der Anteil der Finnen, die in einsprachig schwedischen Gebieten leben, liegt bei etwa 0,8 Prozent. Der Anteil der Finnen, die Schwedisch mehr oder weniger gut sprechen und verstehen, ist jedoch weit höher, zumal beide Sprachen verpflichtende Fächer in den Schulen sind. Schwedisch spielte als grundlegende Sprache in der Öffentlichkeit und im kulturellen Leben in der finnischen Gesellschaft immer eine wichtige Rolle.

### Zweisprachigkeit
Laut Verfassung ist Finnland ein zweisprachiges Land. Dies bedeutet, dass die schwedischsprachige Minderheit das Recht hat, mit den staatlichen Behörden auf Schwedisch zu kommunizieren. Eine finnische Gemeinde gilt als zweisprachig, wenn mehr als 8 % der Einwohner oder mehr als 3000 Personen die jeweilige Minderheitensprache (Finnisch oder Schwedisch) sprechen. In zweisprachigen Gemeinden müssen alle Beamte zufriedenstellende Kenntnisse in beiden Sprachen aufweisen. Des Weiteren müssen alle Ortsschilder zweisprachig sein (die Mehrheitssprache an oberster Stelle). Nach einer Bildungsreform in den 1970er Jahren wurden sowohl Schwedisch als auch Finnisch Pflichtfächer an allen Schulen. Allerdings gibt es angesichts der kontinuierlichen prozentualen Abnahme des finnlandschwedischen Bevölkerungsteils auch in Finnland eine Diskussion darum, ob Schwedisch weiter Pflichtfach an finnischen Schulen sein soll. In einer Abstimmung am 6. März 2015 sprach sich das finnische Parlament mit großer Mehrheit von 134 gegen 48 Stimmen dafür aus. Dagegen hatte unter anderem die Partei Die Finnen gestimmt.

## Identität
Der in der Schweiz lebende Journalist und Sachbuchautor Mikael Krogerus beschreibt die finnlandschwedische Identität kurz wie folgt:

„Finnlandschwedisch zu sein heisst, in zwei Welten fremd zu sein: In deinem eigenen Heimatland Finnland bist du fremd, weil Schwedisch zwar die zweite Amtssprache ist, aber zu 99 Prozent auf Finnisch kommuniziert wird. In Schweden, dem Land, in dem jeder dich versteht, bist du auch fremd, weil du einen Dialekt sprichst, der so klingt, dass jeder Schwede denkt, du seist eigentlich finnischsprachig, hättest aber recht passabel Schwedisch gelernt.
Als Finnlandschwede bist du es also gewohnt, keine Rolle zu spielen. In Finnland nicht, weil du kein Finne bist, in Schweden nicht, weil du kein Schwede bist. Im Ausland schon gar nicht, weil niemand weiss, dass es dich und dein Volk überhaupt gibt.“

Er behauptet gleichzeitig, dass sich all das ändern wird, da die finnlandschwedische Band KAJ überraschend die schwedische Vorentscheidung für den Eurovision Song Contest gewann und Schweden somit in Basel vertritt.
Obwohl die Finnlandschweden ein eigenes Zusammengehörigkeitsgefühl und verschiedene eigene Traditionen haben, verstehen sie sich heute normalerweise weder als Schweden noch als eigene Ethnie, sondern als schwedischsprachige Finnen. Das schwedischsprachige Element gilt sowohl für die schwedischsprachigen als auch für die finnischsprachigen Einwohner Finnlands normalerweise als integraler Bestandteil der finnischen Kultur. Beim Aufbau des finnischen Nationalbewusstseins und einer eigenständigen finnischen Hochkultur im 19. Jahrhundert hatte der schwedischsprachige Bevölkerungsteil durch Personen wie Johan Vilhelm Snellman, Johan Ludvig Runeberg oder Akseli Gallen-Kallela maßgeblichen Anteil. Der Anteil der Finnlandschweden in den verschiedenen sozialen Schichten weicht nicht gravierend von dem in der Gesamtbevölkerung ab. Schwedisch wird in Finnland dennoch als Sprache der klassischen Oberschicht angesehen, was auch damit zusammenhängt, dass Schwedisch bei traditionell reichen Familien wie bei den nur etwa 6000 finnischen Adeligen weiter verbreitet ist.
Svenska dagen („der Schwedische Tag“) wird als Nationaltag der Finnlandschweden seit 1908 jährlich am 6. November begangen. Er sollte ursprünglich das Zusammengehörigkeitsgefühl der schwedischsprachigen Bevölkerung Finnlands stärken und zielt darauf ab, die Zweisprachigkeit des Landes im Bewusstsein zu verankern sowie die schwedische Sprache und das mit ihr verbundene Kulturerbe in Finnland sichtbar zu machen. Als inoffizielle Hymne der Finnlandschweden gilt das Lied Modersmålets sång („Lied der Muttersprache“), dessen Text und Melodie Johan Fridolf Hagfors (1857–1931) im Jahr 1897 schuf.
| Jahr | Zahl    | Prozent |
| ---- | ------- | ------- |
| 1900 | 349.700 | 12,9 %  |
| 1950 | 348.300 | 08,6 %  |
| 1960 | 330.500 | 07,4 %  |
| 1970 | 303.400 | 06,6 %  |
| 1980 | 300.482 | 06,3 %  |
| 1990 | 296.738 | 05,9 %  |
| 2000 | 291.657 | 05,6 %  |
| 2010 | 291.153 | 05,4 %  |
| 2015 | 290.161 | 05,3 %  |

Im Jahr 2005 veranlasste das Svenska Finlands folkting, die offizielle Interessensvertretung der Finnlandschweden, eine Untersuchung zur Identität der Finnlandschweden. Dabei gaben 82 % der Befragten an, finnlandschwedisch zu sein bedeute „Zugehörigkeit zu einer eigenen Kultur, aber auch Finne unter allen anderen Finnen zu sein“. Nur 17 % wählten die Option „Zugehörigkeit zu einer eigenen Kultur, die sich von der finnischen unterscheidet“. Nach ihrer Einstellung gegenüber Schweden und der dortigen Kultur befragt, gab eine Minderheit von 31 % an, diese seien „ein wichtiger Teil [ihres] Lebens“, während 59 % der Befragten sie als „interessant, aber fernliegend“, weitere 9 % als „völlig uninteressant“ empfanden.
Die wichtigste Ausnahme bilden die Bewohner der autonomen Provinz Åland, die mit Åländisch einen eher dem Reichsschwedischen zuzuordnenden Dialekt sprechen und sich kaum mit Finnland verbunden fühlen. Sie werden oft nicht zu den Finnlandschweden im engeren Sinne gezählt, ebenso wenig wie schwedische Einwanderer, die erst in jüngerer Zeit nach Finnland gekommen sind.
Im Ausland ist die spezielle Stellung der Finnlandschweden im Allgemeinen wenig bekannt, und in ausländischen Statistiken werden sie oft als eine eigene, von den Finnen zu unterscheidende Ethnie oder schlicht als Schweden geführt. Beispielsweise gab der Fischer Weltalmanach 2008 an, dass 92,4 % der Bevölkerung Finnlands Finnen und 5,6 % Finnlandschweden sind. Das CIA World Factbook (2008) spricht von 93,4 % Finnen und 5,6 % Schweden. Das finnische Statistikamt klassifiziert die Bevölkerung Finnlands in „Personen mit finnischem Hintergrund“ und „Personen mit ausländischem Hintergrund“. Die Finnlandschweden werden zu ersteren gezählt. Historisch betrachtet, hat der Anteil der Finnlandschweden an der Gesamtbevölkerung Finnlands seit mindestens 200 Jahren stetig abgenommen. Seit den 1940er Jahren ist diese Abnahme nicht nur eine relative, d. h. prozentuale, sondern auch die Absolutzahl der Schwedischsprechenden nimmt ab. Heute bildet die schwedischsprachige Gemeinschaft nur noch eine kleine Minderheit. Von offizieller finnischer Seite wird jedoch betont, dass die schwedische Sprache neben der finnischen fest zur Kultur Finnlands gehöre.

## Interessenvertretung
Die Interessen der schwedischsprachigen Finnen werden unter anderem durch Svenska Finlands folkting, eine parlamentsähnliche, gesetzlich anerkannte Volksversammlung, vertreten. Unter den Parteien im Finnischen Parlament setzt sich vor allem die Schwedische Volkspartei für die Interessen der Finnlandschweden ein. Die größte schwedischsprachige Zeitung Finnlands ist Hufvudstadsbladet.